# Hauts-de-France
Hauts-de-France (wymowaⓘ, o də fʁɑ̃s) – region administracyjny Francji, w północnej części kraju. Stolicą regionu jest Lille.
Region został utworzony 1 stycznia 2016 roku, na mocy ustawy z dnia 27 stycznia 2014 roku. Powstał z połączenia dwóch wcześniej istniejących regionów – Nord-Pas-de-Calais i Pikardii. Do 29 września 2016 roku nosił nazwę Nord-Pas-de-Calais-Pikardia (Nord-Pas-de-Calais-Picardie).

## Podział administracyjny

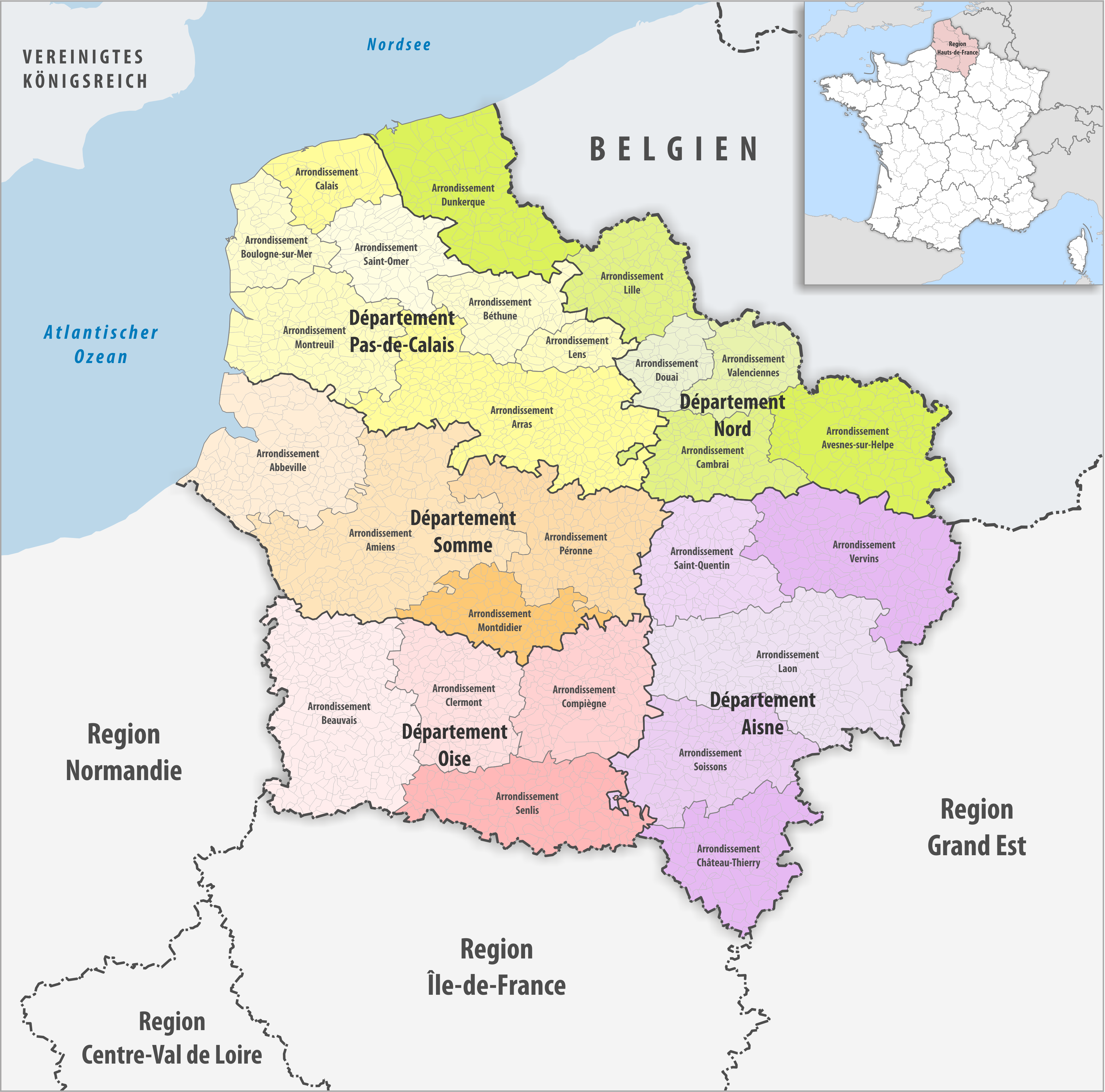
Podział regionu na departamenty i okręgi (arrondissement)

W skład regionu wchodzi 5 departamentów:
- Aisne
- Nord
- Oise
- Pas-de-Calais
- Somma (Somme)

## Miejscowości
Największe miejscowości regionu (w nawiasach liczba ludności w 2020 roku):

- Lille (236 234)
- Amiens (134 167)
- Tourcoing (99 165)
- Roubaix (98 066)
- Dunkierka (Dunkerque, 86 545)
- Calais (67 544)
- Villeneuve-d’Ascq (61 258)
- Beauvais (56 889)
- Saint-Quentin (53 100)
- Valenciennes (42 738)
- Arras (42 337)
- Wattrelos (41 015)
- Boulogne-sur-Mer (40 588)
- Compiègne (40 453)
- Douai (39 842)
- Marcq-en-Barœul (38 604)
- Creil (35 970)
- Lens (32 458)
- Cambrai (31 559)
- Liévin (30 102)
- Maubeuge (29 625)
- Soissons (28 888)
- Lambersart (27 425)
- Hénin-Beaumont (25 886)
- Armentières (25 225)
- Béthune (24 983)
- Laon (24 091)
- Loos (22 896)
- Abbeville (22 895)
- La Madeleine (22 214)
- Bruay-la-Buissière (21 953)
- Nogent-sur-Oise (21 589)
- Mons-en-Barœul (21 564)
- Hazebrouck (21 464)
- Wasquehal (20 980)
- Halluin (20 812)
- Coudekerque-Branche (20 708)
- Grande-Synthe (20 635)
- Croix (20 574)
- Denain (20 415)

## Herbarz

Herb Nord-Pas-de-Calais
Herb Pikardii